# 사론데섬

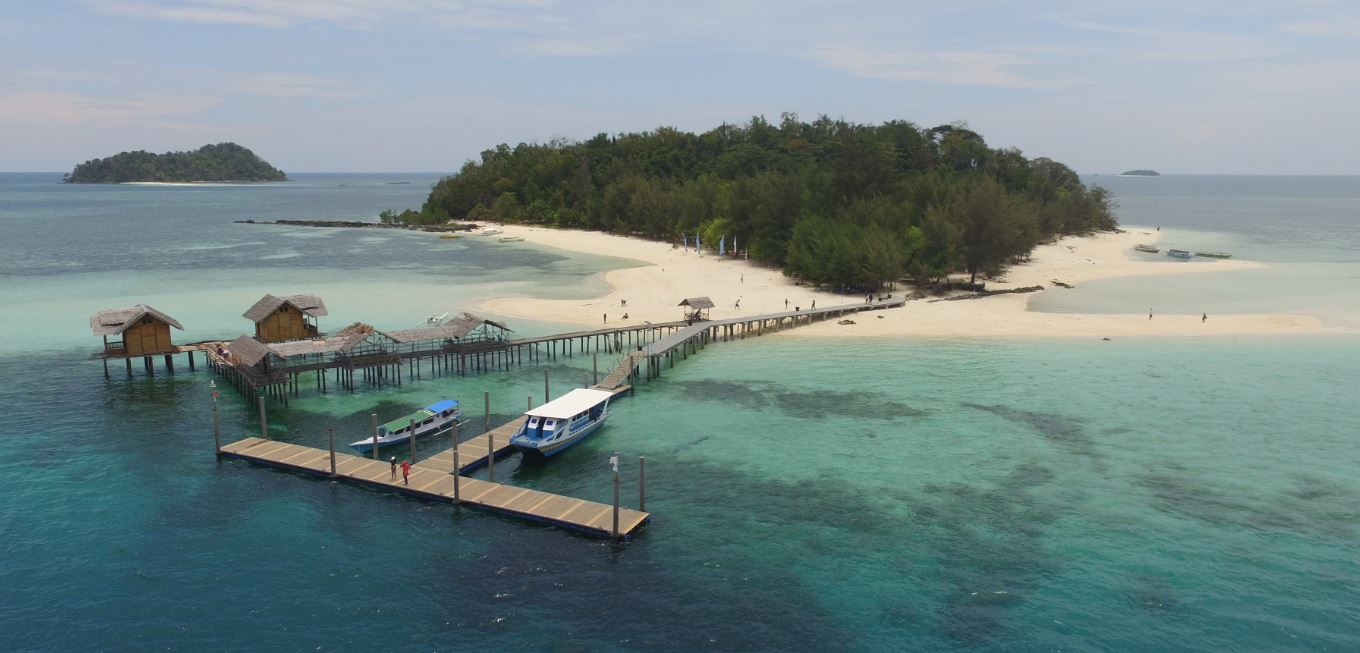

사론데섬(Saronde Island)은 인도네시아 고론탈로주 포넬로제도구 내에 위치한 술라웨시해의 섬이다.

## 위치
사론데섬은 고론탈로주 북부의 일부(Gorontalo Utara)에 위치하며 인도네시아 마나도시에서 서쪽으로 400킬로미터 떨어진 곳에 위치해 있다. 이 섬은 고론탈로공항에서 40분 이내에, 고론탈로시에서 120분 이내에 도달할 수 있다. 사론데섬은 대형 백사(白沙)해변, 잔잔한 물로 유명하다.

## 관광
16,000명 이상의 관광객들이 2016년 이 섬을 방문했으며 그 중 1,000명 이상이 외국인이었다. 관광객들 대부분이 하루 일정으로 방문했다.